# Джек Гріліш
Джек Гріліш (англ. Jack Grealish, нар. 10 вересня 1995, Бірмінгем) — англійський футболіст ірландського походження, фланговий атакувальний півзахисник клубу «Манчестер Сіті» і збірної Англії.
Виступав, зокрема, за клуби «Астон Вілла» та «Ноттс Каунті».

## Клубна кар'єра
Народився 10 вересня 1995 року в місті Бірмінгем. Вихованець футбольної школи клубу «Астон Вілла» з рідного міста. У сезоні 2012/13 став переможцем міжнародного турніру NextGen Series, граючи за команду «Астон Вілли» до 19 років. У сезоні 2013/14 був в оренді в клубі «Ноттс Каунті», що виступав у Першій лізі (3-й дивізіон Англії). Провів 37 ігор і забив 5 голів у чемпіонаті.

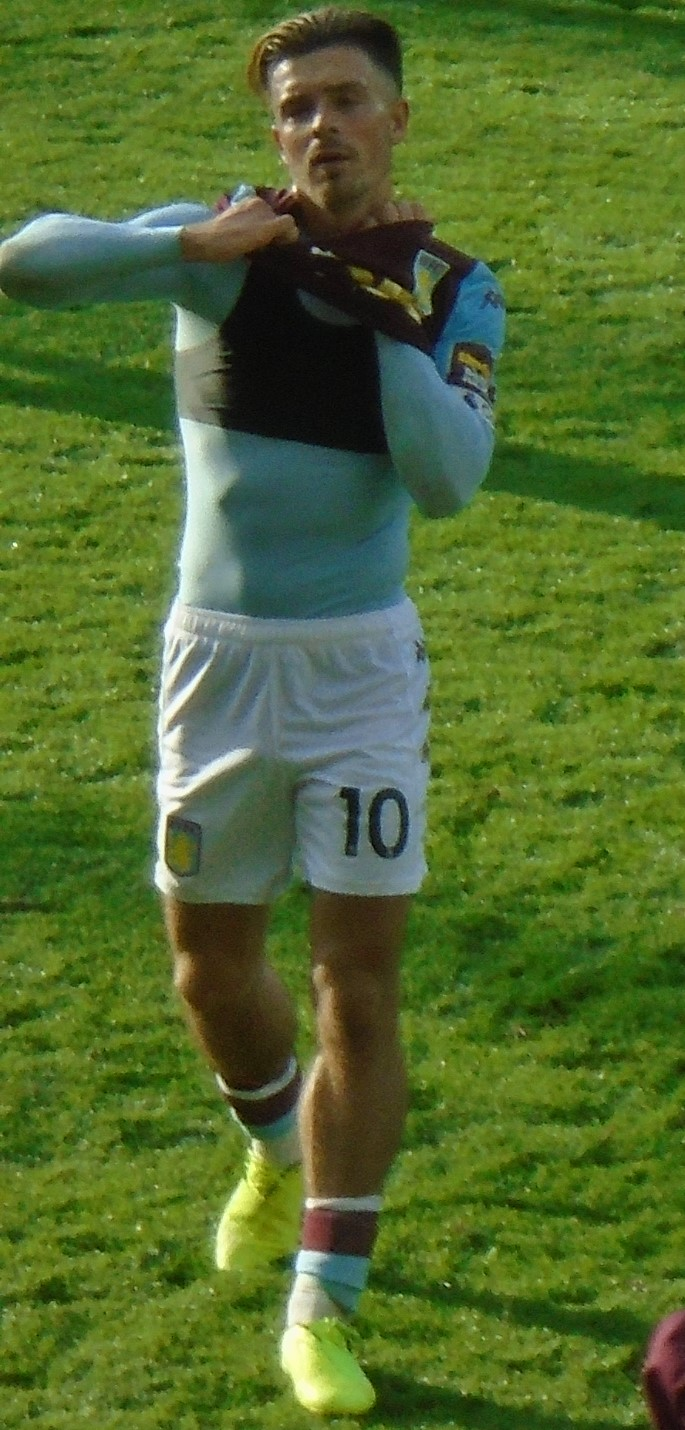
Джек Гріліш під час виступів за «Астон Віллу». 2019 рік.

За основну команду «вілланів» дебютував 7 травня 2014 року в 29-му турі Прем'єр-ліги в матчі проти «Манчестер Сіті». Бірмінгемці зазнали поразки з рахунком 0:4. У сезоні 2014/15 зіграв 17 матчів у Прем'єр-лізі. Дійшов з командою до фіналу Кубка Англії, у якому «Астон Вілла» зазнала поразки з рахунком 0:4 від лондонського «Арсеналу». У сезоні 2015/16 зіграв 16 матчів і забив 1 гол у чемпіонаті. У сезоні 2016/17 зіграв 31 матч і забив 5 голів у Чемпіоншипі. У сезоні 2017/18 зіграв 30 матчів і забив 3 голи в Чемпіоншипі. У сезоні 2018/19 зіграв 34 матчі і забив 6 голів у Чемпіоншипі. Разом з командою виграв плей-офф за вихід в АПЛ.
У наступному сезоні команда сенсаційно вийшла у фінал Кубка Футбольної ліги 2020 року, де поступилась 1:2 «Манчестер Сіті», втім, у чемпіонаті справи йшли не дуже вдало і за чотири тури до кінця чемпіонату відставала на 4 очки від рятівної 17 позиції. Тим не менш, команді Гріліша вдалось виправити ситуацію і, зігравши в останньому турі внічию 1:1 з «Вест Гем Юнайтед», обидві команди зберегли собі прописку в еліті на наступний сезон. Станом на 26 липня 2020 року відіграв за команду з Бірмінгема 159 матчів у національному чемпіонаті.
5 серпня 2021 року Джек Гріліш перейшов до «Манчестер Сіті». Сума трансферу склала 100 мільйонів фунтів стерлінгів, що стало рекордним трансфером в історії англійського футболу.
У 2023 році Гриліш підписав контракт з німецьким брендом Puma, згідно з яким протягом найближчих п'яти років заробить 50 мільйонів фунтів! Згідно з умовами договору, Гриліш виступатиме у бутсах Puma, а також стане обличчям бренду на британському та світовому ринках.

## Виступи за збірні
2011 року дебютував у складі юнацької збірної Ірландії (U-17), після чого грав за юнаків до 18 років, а протягом 2013—2015 років входив до складу молодіжної збірної Ірландії. На молодіжному рівні зіграв у 6 офіційних матчах, забив 1 гол.
У травні 2015 року головний тренер збірної Ірландії Мартін О'Ніл повідомив, що Гріліш відмовився від виклику в збірну, оскільки тоді був зосереджений на іграх за клуб. У вересні 2015 року головний тренер збірної Англії Рой Годжсон висловив надію, що Гріліш визначиться зі своїм майбутнім вже до жовтня.
28 вересня 2015 року Джек оголосив, що ухвалив рішення виступати за збірну Англії. 18 березня 2016 року отримав дозвіл ФІФА на виступ за збірну Англії.
19 травня 2016 року Гріліш дебютував у складі молодіжної збірної Англії, вийшовши на заміну на 72-й хвилині Рубену Лофтус-Чіку в матчі проти Португалії (1:0) на Турнірі в Тулоні. У другому матчі на турнірі, через чотири дні, він зробив дубль у матчі проти Гвінеї (7:1). Загалом на тому турнірі Англія виграла всі п'ять матчів і виграла турнір уперше після 1994 року.
Наступного року Гріліш був названий у складі молодіжної збірної на молодіжному чемпіонаті Європи 2017 року у Польщі., де англійці дійшли до півфіналу. Загалом за англійську «молодіжку» з 2016 до 2017 року він провів сім матчів, забивши два голи.
| Дата       | Місто            | Господарі | Результат               | Гості       | Турнір                                    | Голи | Примітки  |
| ---------- | ---------------- | --------- | ----------------------- | ----------- | ----------------------------------------- | ---- | --------- |
| 8-9-2020   | Копенгаген       | Данія     | 0 – 0                   | Англія      | Ліга націй УЄФА 2020—2021 - груповий етап | -    | 76'       |
| 8-10-2020  | Лондон           | Англія    | 3 – 0                   | Уельс       | товариський матч                          | -    | 75'       |
| 12-11-2020 | Лондон           | Англія    | 3 – 0                   | Ірландія    | товариський матч                          | -    | 62'       |
| 15-11-2020 | Левен            | Бельгія   | 2 – 0                   | Англія      | Ліга націй УЄФА 2020—2021 - груповий етап | -    |           |
| 18-11-2020 | Лондон           | Англія    | 4 – 0                   | Ісландія    | Ліга націй УЄФА 2020—2021 - груповий етап | -    |           |
| 2-6-2021   | Мідлсбро         | Англія    | 1 – 0                   | Австрія     | товариський матч                          | -    | 71'       |
| 6-6-2021   | Мідлсбро         | Англія    | 1 – 0                   | Румунія     | товариський матч                          | -    |           |
| 18-6-2021  | Лондон           | Англія    | 0 – 0                   | Шотландія   | ЧЄ 2020 - груповий етап                   | -    | 63'       |
| 22-6-2021  | Лондон           | Чехія     | 0 – 1                   | Англія      | ЧЄ 2020 - груповий етап                   | -    | 68'       |
| 29-6-2021  | Лондон           | Англія    | 2 – 0                   | Німеччина   | ЧЄ 2020 - 1/8 фіналу                      | -    | 63'       |
| 7-7-2021   | Лондон           | Англія    | 2 – 1 д.ч.              | Данія       | ЧЄ 2020 - півфінал                        | -    | 69' 106'  |
| 11-7-2021  | Лондон           | Італія    | 1 – 1 д.ч. (3 – 2 п.п.) | Англія      | ЧЄ 2020 - фінал                           | -    | 99'       |
| 2-9-2021   | Будапешт         | Угорщина  | 0 – 4                   | Англія      | Відбір до ЧС 2022                         | -    | 88'       |
| 5-9-2021   | Лондон           | Англія    | 4 – 0                   | Андорра     | Відбір до ЧС 2022                         | -    | 62'       |
| 8-9-2021   | Варшава          | Польща    | 1 – 1                   | Англія      | Відбір до ЧС 2022                         | -    |           |
| 9-10-2021  | Андорра-ла-Велья | Андорра   | 0 – 5                   | Англія      | Відбір до ЧС 2022                         | 1    | 73'       |
| 12-10-2021 | Лондон           | Англія    | 1 – 1                   | Угорщина    | Відбір до ЧС 2022                         | -    | 62'       |
| 12-11-2021 | Лондон           | Англія    | 5 – 0                   | Албанія     | Відбір до ЧС 2022                         | -    | 63'       |
| 26-3-2022  | Лондон           | Англія    | 2 – 1                   | Швейцарія   | товариський матч                          | -    | 62'       |
| 29-3-2022  | Лондон           | Англія    | 3 – 0                   | Кот-д'Івуар | товариський матч                          | -    | 62'       |
| 4-6-2022   | Будапешт         | Угорщина  | 1 – 0                   | Англія      | Ліга націй УЄФА 2022—2023 - груповий етап | -    | 62'       |
| 7-6-2022   | Мюнхен           | Німеччина | 1 – 1                   | Англія      | Ліга націй УЄФА 2022—2023 - груповий етап | -    | 72'       |
| 11-6-2022  | Вулвергемптон    | Англія    | 0 – 0                   | Італія      | Ліга націй УЄФА 2022—2023 - груповий етап | -    | 29'       |
| 23-9-2022  | Мілан            | Італія    | 1 – 0                   | Англія      | Ліга націй УЄФА 2022—2023 - груповий етап | -    | 72' 90+3' |
| 21-11-2022 | Ер-Раян          | Англія    | 6 – 2                   | Іран        | ЧС 2022 - груповий етап                   | 1    | 70'       |
| 25-11-2022 | Ель-Хаур         | Англія    | 0 – 0                   | США         | ЧС 2022 - груповий етап                   | -    | 69'       |
| 29-11-2022 | Ер-Раян          | Уельс     | 0 – 3                   | Англія      | ЧС 2022 - груповий етап                   | -    | 76'       |
| 4-12-2022  | Ель-Хаур         | Англія    | 3 – 0                   | Сенегал     | ЧС 2022 - 1/8 фіналу                      | -    | 65'       |
| 10-12-2022 | Ель-Хаур         | Англія    | 1 – 2                   | Франція     | ЧС 2022 - чвертьфінал                     | -    | 90+8'     |
| 23-3-2023  | Неаполь          | Італія    | 1 – 2                   | Англія      | Відбір до ЧЄ 2024                         | -    | 53' 69'   |
| 26-3-2023  | Лондон           | Англія    | 2 – 0                   | Україна     | Відбір до ЧЄ 2024                         | -    | 85'       |
| Усього     |                  | Матчів    | 31                      |             | Голів                                     | 2    |           |

## Особисте життя
Батько Джека, Кевін Гріліш, ірландець. Народився в Бірмінгемі, Англія. Бабуся і дідусь по батьківській лінії — ірландці. Дід по материнській лінії теж ірландець. Сам Джек теж народився в Бірмінгемі і виріс у сусідньому Солігаллі.
Молодший брат Джека, Кілан, помер від синдрому раптової дитячої смерті у квітні 2000 року у віці дев'яти місяців.
Прапрадід Джека, Біллі Гарраті, був футболістом. Протягом декількох сезонів виступав за «Астон Віллу», з якою виграв чемпіонат (1899, 1900) і кубок (1905) Англії.

## Досягнення
- Чемпіон Англії (3):

«Манчестер Сіті»: 2021-22, 2022-23, 2023-24
- Володар Кубка Англії (1):

«Манчестер Сіті»: 2022-23
- Переможець Ліги чемпіонів УЄФА (1):

«Манчестер Сіті»: 2022-23
- Володар Суперкубка УЄФА (1):

«Манчестер Сіті»: 2023
- Переможець Клубного чемпіонату світу (1):

«Манчестер Сіті»: 2023
Збірні
- Віце-чемпіон Європи: 2020